# Streets of Rock 'N' Roll
Streets of Rock 'N' Roll è il sesto album in studio dei Keel, pubblicato in Europa il 29 gennaio 2010 per l'etichetta discografica Frontiers Records.

## Tracce
1. Streets of Rock & Roll – 4:47
2. Hit the Ground Running – 3:51
3. Come Hell Or High Water – 4:00
4. Push & Pull – 4:58
5. Does Anybody Believe – 4:32
6. No More Lonely Nights – 4:19
7. The Devil May Care – 4:23
8. Looking for a Good Time – 3:26
9. Gimme That – 3:31
10. Hold Steady – 3:55
11. Live – 4:46
12. Brothers in Blood – 3:52

## Formazione
- Ron Keel - voce
- Bryan Jay - chitarra solista
- Marc Ferrari - chitarra
- Geno Arce - basso
- Dwain Miller - batteria

### Altre partecipazioni
- Jaime St. James - cori
- Paul Shortino - cori